# Хумчани
Хумчани су насељено мјесто у општини Невесиње, Република Српска, БиХ. Према попису становништва из 1991. у насељу је живјело 90 становника.

## Становништво
| Националност | 1991. | 1981. | 1971. | 1961. |
| Срби         | 88    | 107   | 147   | 167   |
| Југословени  |       | 3     |       |       |
| непознато    | 2     |       |       |       |
| Укупно       | 90    | 110   | 147   | 167   |

| Демографија | Демографија | Демографија |
| Година      | Становника  | Становника  |
| ----------- | ----------- | ----------- |
| 1961.       | 167         |             |
| 1971.       | 147         |             |
| 1981.       | 110         |             |
| 1991.       | 90          |             |